# Kim Jong-hyun
Pour les articles homonymes, voir Kim.
Ne doit pas être confondu avec Kim Jonghyun, chanteur de SHINee.
Dans ce nom coréen, le nom de famille, Kim, précède le nom personnel.
Kim Jong-hyun, né le {{}}, est un tireur sportif sud-coréen.

## Carrière
Kim Jong-hyun remporte la médaille d'argent de l'épreuve de carabine à 50 mètres 3 positions messieurs aux Jeux olympiques d'été de 2012 à Londres.